# 下関市立菊川中学校
下関市立菊川中学校（しものせきしりつきくがわちゅうがっこう）は、山口県下関市菊川町にある公立中学校。

## 沿革
- 1950年（昭和25年）1月15日 菊川中学校組合立菊川中学校が開校
- 1950年（昭和25年）9月15日 校章制定
- 1951年（昭和26年）2月1日 第一回卒業生が卒業記念品として校旗を贈呈
- 1952年（昭和27年）2月13日 校歌制定
- 1985年（昭和60年）4月20日 第一回卒業生により2度目の校旗贈呈を受ける
- 2005年（平成17年）2月13日 下関市、菊川町、豊田町、豊浦町、豊北町が合併し、菊川町が消滅したため下関市立菊川中学校となる

## 部活動

### 運動部
- 野球部
- サッカー部
- 女子バレー部
- 剣道部
- 陸上競技部
- 男子卓球
- 女子卓球

女子バスケットボール部は生徒数が減少していたため、2010年に廃部。
男子ソフトテニス部は生徒数が減少していたため、2013年に廃部。

### 文化部
- 吹奏楽部
- 美術部

## 周辺施設
- 下関市立市民体育館

## 著名出身者
- 中本健太郎（陸上競技・長距離走選手、ロンドン五輪男子マラソン6位入賞）

## 関連事項
- 下関市
- 山口県中学校一覧